# Artemisinin
Artemisinin også benævnt som qinghaosu (kinesisk: 青蒿素) og dets semisyntetiske derivater er nu standardmidlet mod malaria.
Artemisinin blev opdaget af Tu Youyou, en kinesisk kemiker der blev tildelt den ene halvdel af Nobelprisen i fysiologi eller medicin i 2015.
Artemisinin isoleres fra planten kinesisk malurt (Artemisia annua), der er et gammelt og almindeligt brugt middel i traditionel kinesisk medicin. Verdensproduktionen af artemisinin skønnes at være på mere end 140 ton. Nu fremstilles artemisinin til medicinsk brug også ud fra genetisk manipulerede mikroorganismer.
Nyere undersøgelser har antydet at artemisinin også er et middel mod kræft.

## Kemi
Kemisk er artemisinin en sesquiterpen-lakton, der indeholder en usædvanlig peroxid-bro, som anses for at hænge sammen med stoffets medicinske egenskaber.

## Resistens
Det har vist sig gennem årene at Plasmodium falciparum bliver resistent mod alle lægemidler mod malaria, også “vidundermidlet” artemisinin, medførende en stigende dødelighed.